# Castillo de Marbeaumont y parque
El castillo de Marbeaumont (en francés: château de Marbeaumont) es un antigua edificio residencial de viviendas que se encuentra en Bar-le-Duc, en el departamento de Meuse, en la región de Gran Este. Construido de 1903 a 1905 para la familia del banquero Varin-Bernier, el castillo es característico del historicismo y el eclecticismo en boga en ese momento. La arquitectura exterior y el diseño interior combinan todos los estilos, desde el neorrenacimiento hasta el Art Nouveau, combinados con el confort más moderno. El edificio está rodeado por un  parque a la inglesa donde se encuentran especies raras. Propiedad de la ciudad desde 1946, el castillo conoció diferentes usos y desde 1996 alberga la «Médiathèque Jean Jeukens».
El castillo fue objeto de una inscripción en el título de los monumentos históricos el 24 de diciembre de 1980.
El parque del Castillo de Marbeaumont (en francés: Parc du Château de Marbeaumont), es un museo y arboreto de 12 hectáreas de extensión que rodea al castillo. Está abierto al público todo el año.

## Localización
- Días lluviosos: Promedio de 200 días de precipitaciones al año;
- Promedio Anual de Precipitaciones: 1 100 mm,
- Temperatura media: 13,5 °C.

## Historia
El cChâteau de Marbeaumont fue construido a principios del siglo XX por el arquitecto Jules Renard para el banquero Paul Varin-Bernier. 
El edificio combina los estilos renacentistas y estilo Luis XIII con los principios de construcción metálica de Gustave Eiffel. 
Un parque romántico a la inglesa plantado con árboles de especies raras que rodea el edificio fue diseñado entre 1866 y 1869 por Philippe y Arbeaumont, viveristas de Vitry le François. 
Después de haber servido como alojamiento del mariscal Pétain en junio de 1916 durante la Primera Guerra Mundial.
Fue restaurado en 1975 y actualmente el castillo alberga la "médiathèque Jean Jeuken".

## Mediateca
La mediateca está instalada en todos los cinco niveles del castillo, tres de los cuales están disponibles públicamente. El ático y el sótano están utilizados como reservas de artículos. La planta baja alberga la sección de adultos (ficción, documental), la primera planta los fondos de estudio y discoteca, y la segunda planta la sección juvenil.
La mediateca posee 140000 libros de los cuales 50000 son de libre acceso 30000 en la sección de adultos y 20000 en la sección juvenil. Hay 150 abonados a las revistas, 16000 discos compactos, y más de 1000 DVD.
El fondo local, aporta una serie de documentos sobre la ciudad de Bar-le-Duc, el departamento de Meuse y la región de Lorraine. Las colecciones contemporáneas (después de 1950) se prestan o pueden consultarse en el sitio. En cambio, las viejas colecciones (antes de 1950), que consiste en libros, periódicos antiguos, manuscritos y material gráfico, sólo se puede acceder en el sitio y son parte del fondo de patrimonio.
El fondo patrimonial sólo está disponible en el sitio, y contiene 65000 viejos libros impresos, incluidos los 500 libros impresos en el Renacimiento, 880 manuscritos, 400 títulos de periódicos antiguos, y de numerosos documentos iconográficos (mapas, dibujos y grabados).
La biblioteca contiene otros varios fondos que provienen de donaciones de personalidades de Bar-le-Duc, y sobre temas particulares. Los fondos de Léon Maxe-Werly el rico industrial, arqueólogo y autodidacta de la región del siglo XIX, consta de documentos relacionados con la historia, la arqueología, la numismática y temas locales así como manuscritos, mapas y planos. El fondo Juana de Arco que consta de 440 obras dedicadas al personaje: estudios históricos, novelas, poemas, óperas, obras de teatro ...
Los fondos Henri Dannreuther, pastor de la ciudad desde 1880 y bibliófilo apasionado, se compone de numerosos libros sobre la historia local y el protestantismo, parte del cual proviene de su mentor Otto Cuvier, pastor en Nancy. El fondo Marcel Hébert, sacerdote y profesor de filosofía, se compone de sus propias obras sobre la religión desde un punto de vista filosófico. También contiene las trazas de correspondencia epistolar con Émile Gallé, Eugène Carrière y Helen Keller. El fondo Albert Cim, periodista, escritor y crítico literario, se compone de 4800 obras así como sus manuscritos, archivos y correspondencia.

## Colecciones del parque
El tipo de bosque instalado después de la Edad de Hielo fue el hayedo-abetal con su sotobosque floral y de arbustos aún presente en la zona: serbal, mostajo, acebo, espino cerval, digitalis purpurea, epilobios, mirtos, helecho águila, brezos, etc.
Entre los árboles del parque del castillo dignos de mención se encuentran especímenes de, Acer japonicum, Acer negundo, Acer pseudoplatanus, Fagus sylvatica f. purpurea , secuoyas, Sorbus aria, Gleditsia triacanthos, Quercus robur 'Fastigiata', Liriodendron tulipifera, Ilex aquifolium, Gymnocladus dioicus, Fraxinus excelsior 'Pendula'.
Entre los arbustos, cornejos, hydrangeas, peonías, lilas.

Detalles
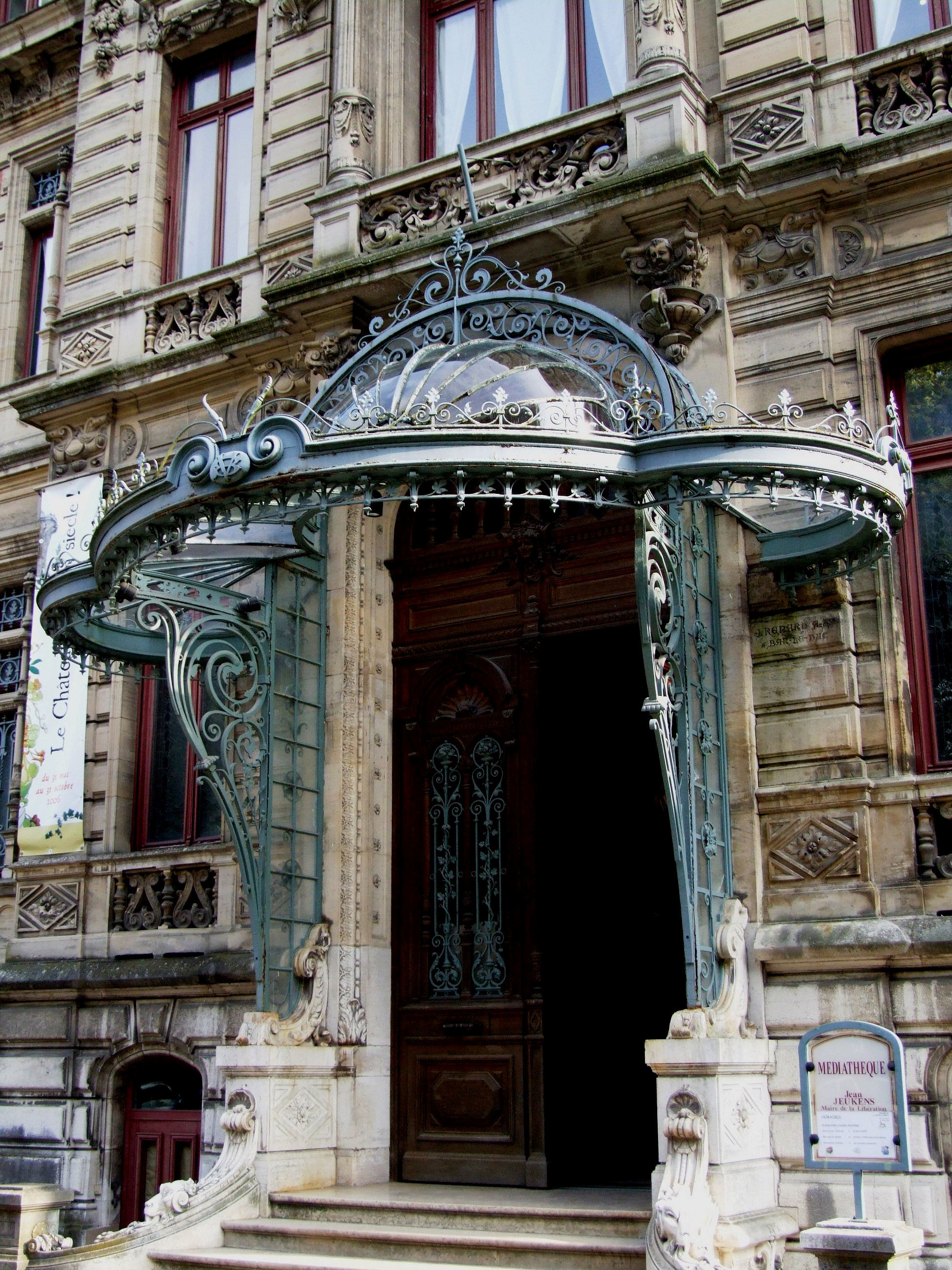
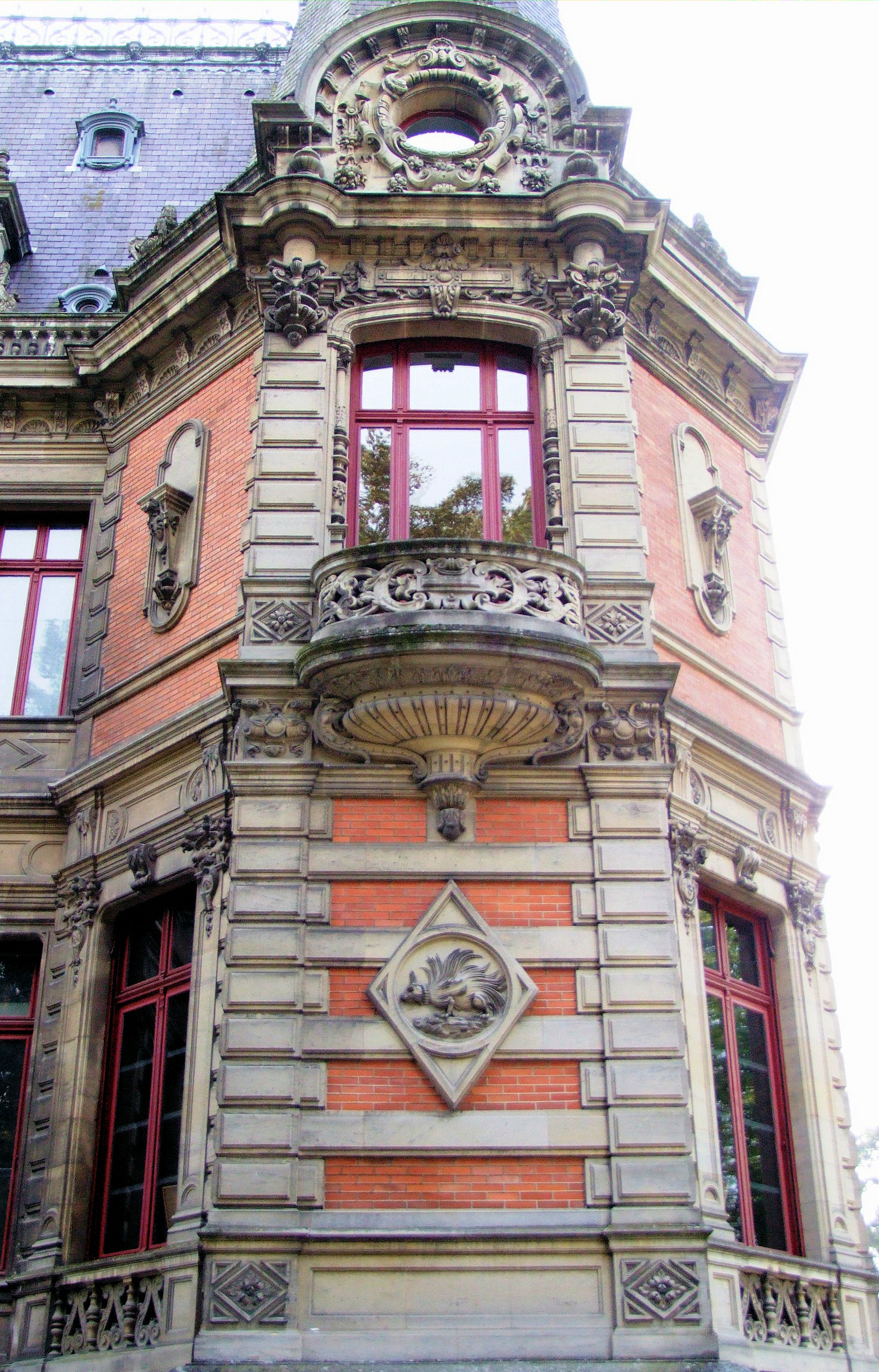
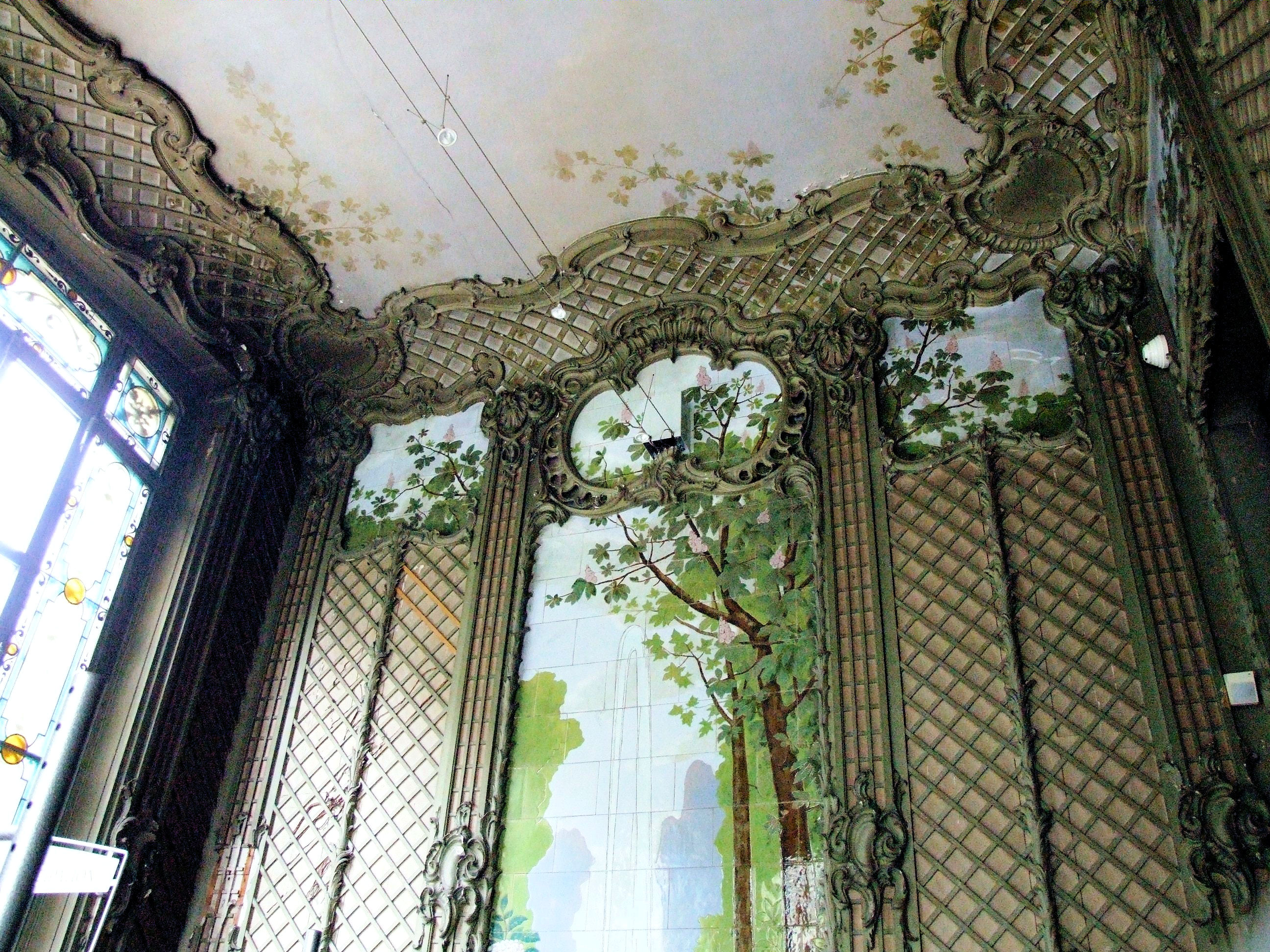
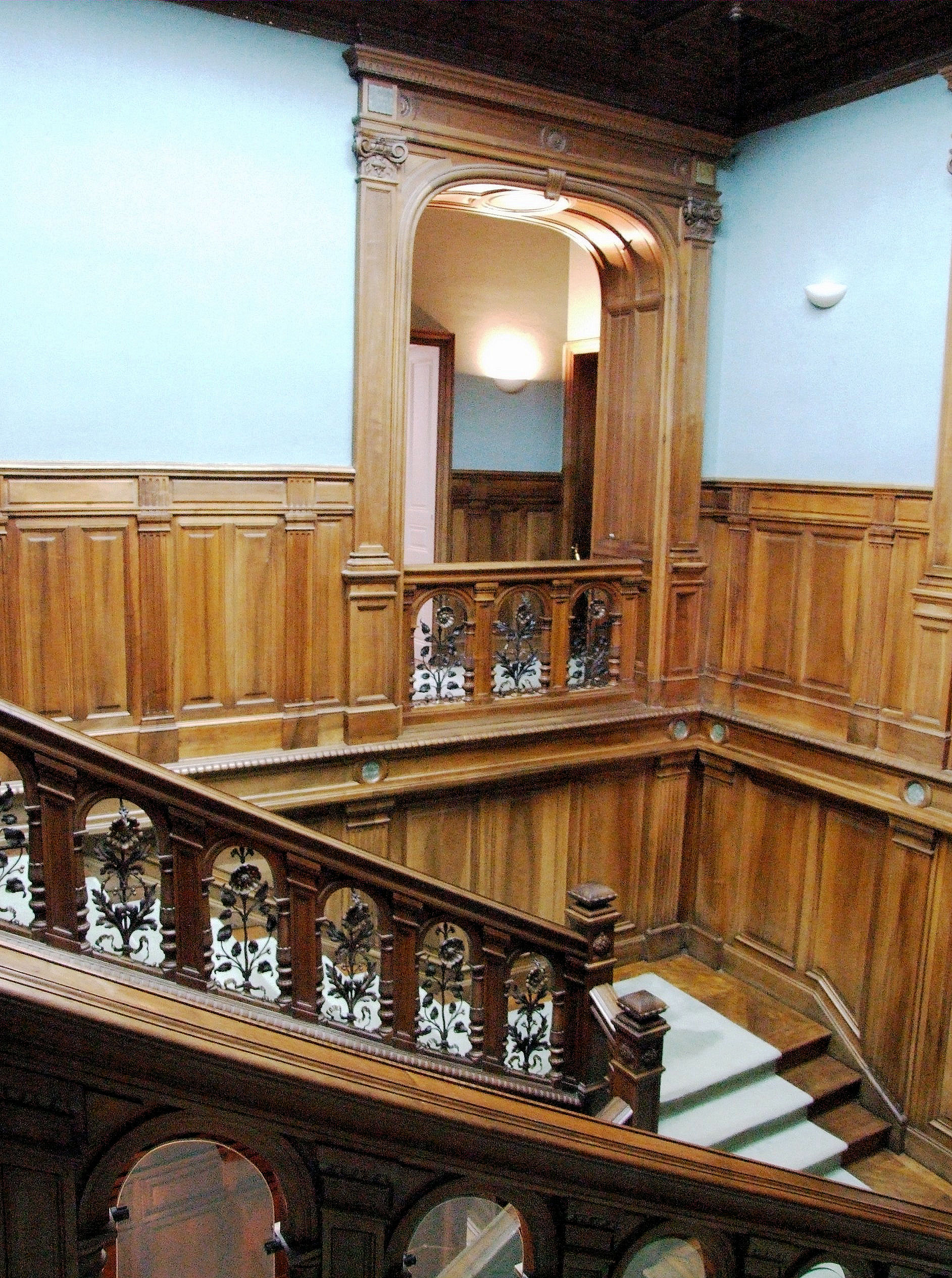
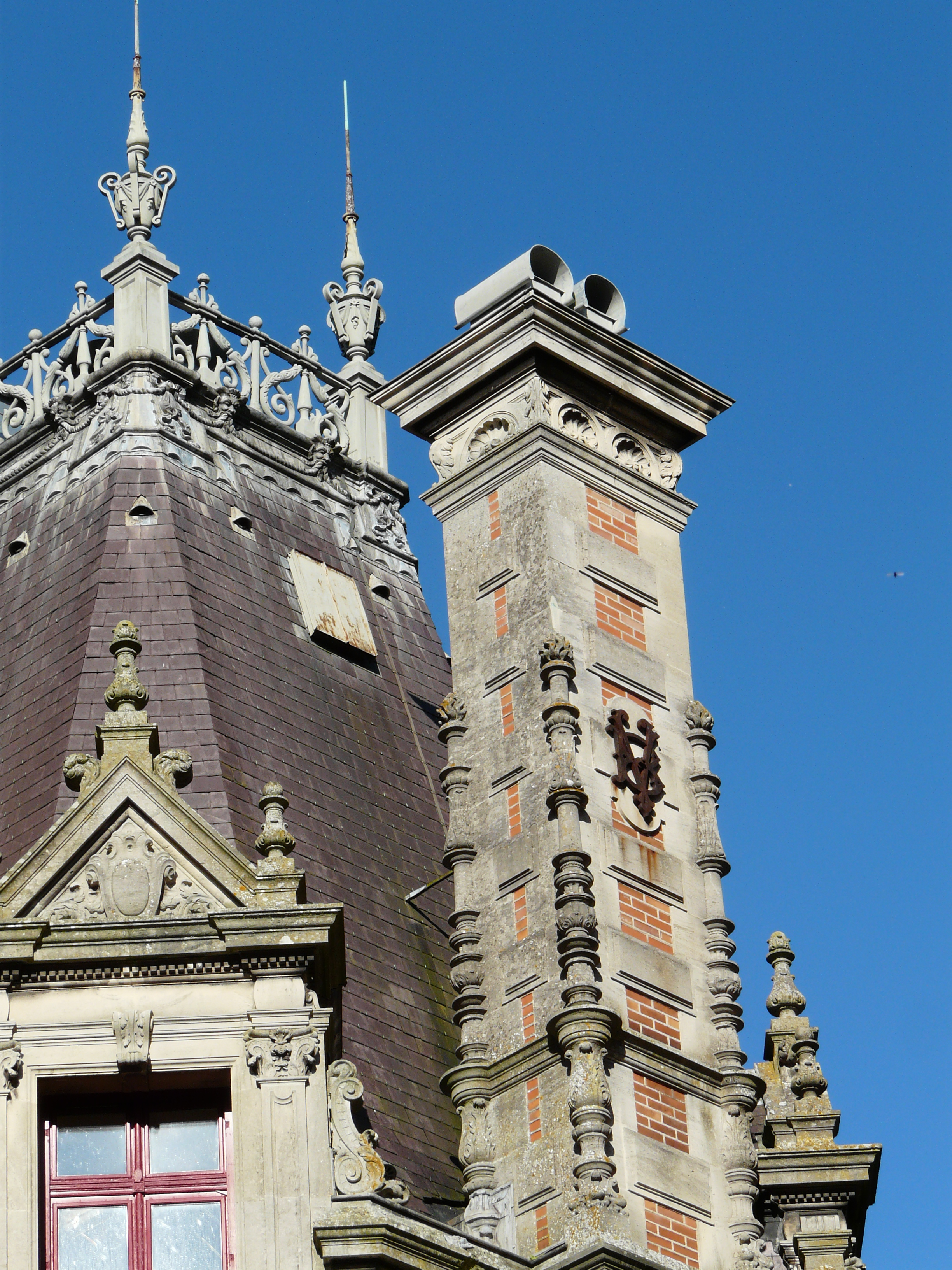